# 22354 Спосетті
22354 Спосетті (22354 Sposetti) — астероїд головного поясу, відкритий 31 жовтня 1992 року.
Тіссеранів параметр щодо Юпітера — 3,558.